# Sardinella janeiro
Sardinella janeiro es una especie de pez de la familia Clupeidae en el orden de los Clupeiformes.

## Morfología
Los machos pueden alcanzar 25 cm de longitud total.

## Depredadores
Es depredado por (Coryphaena hippurus) y el pez vela del Pacífico (Istiophorus platypterus).

## Distribución geográfica
Se encuentra en el Golfo de México, el Mar Caribe y desde las Indias Occidentales hasta el Brasil y el norte de Uruguay.

## Valía comercial
Se comercializa fresco y en conserva.